# Johanna Boogerd-Quaak
Johanna Levina Adriana (Johanna) Boogerd-Quaak (ur. 1 marca 1944 w Axel w Terneuzen) – holenderska polityk, deputowana do Parlamentu Europejskiego (1994–1999 i 2003–2004).

## Życiorys
Uzyskała licencjat z zakresu nauk społecznych. Od 1965 zatrudniona w koncernie Philips, później w różnych przedsiębiorstwach usługowych. Od 1976 do 1994 była pracownikiem Humanitas Business Development, firmy zajmującej się projektami w zakresie ochrony zdrowia. Zaangażowała się w działalność liberalnej partii Demokraci 66. Od 1978 do 1990 pełniła funkcję radnej prowincji Zelandia. Później była też radną w Terneuzen.
W wyborach w 1994 z ramienia Demokratów 66 uzyskała mandat posłanki do Parlamentu Europejskiego IV kadencji. Pięć lat później bez powodzenia ubiegała się o reelekcję, eurodeputowaną V kadencji została jednak w 2003. Należała do grupy liberalnej, pracowała m.in. w Komisji Wolności i Praw Obywatelskich, Sprawiedliwości i Spraw Wewnętrznych (od 2003 jako jej wiceprzewodnicząca). W PE zasiadała do 2004.
Powróciła następnie do pracy zawodowej i społecznej, pozostając działaczką D66.
Odznaczona Orderem Oranje-Nassau.